# Ann Walker
Pour les articles homonymes, voir Walker.
Ann Walker (20 mai 1803 - 25 février 1854) est une propriétaire terrienne britannique du Yorkshire de l'Ouest. Elle et sa compagne Anne Lister ont été les premières femmes connues à conclure un mariage de même sexe, sans reconnaissance légale, à l'église Holy Trinity de York en 1834. 

## Jeunesse
Ann Walker est née le 20 mai 1803 à Lightcliffe dans le Yorkshire de l'Ouest, de John et Mary Walker (née Edwards) . Elle est baptisée à l'église St Matthew à Lightcliffe et vit ses premières années à Cliffe Hill avec ses parents, ses sœurs Mary et Elizabeth et son frère John jusqu'à ses six ans lorsque sa famille déménage à Crow Nest. La sœur d'Ann, Mary, décède le 1er février 1815, son père décède le 22 avril 1823 et sa mère la même année, le 3 novembre. Ann n'a alors que 20 ans. Le frère cadet d'Ann, John, hérite de la succession de la famille. En novembre 1828, la sœur d'Ann, Elizabeth, épouse le capitaine George Mackay Sutherland et s'installe à Ayrshire. Par la suite, après la mort de leur frère John en 1830 pendant son voyage de noces à Naples, Ann et sa sœur Elizabeth deviennent les seules héritières du domaine de Crow Nest, leur offrant une richesse considérable. Ann continue de vivre à Cliffe Hill jusque dans les années 1831-1832 quand elle déménage à Lidgate, une maison plus petite du domaine familial. 

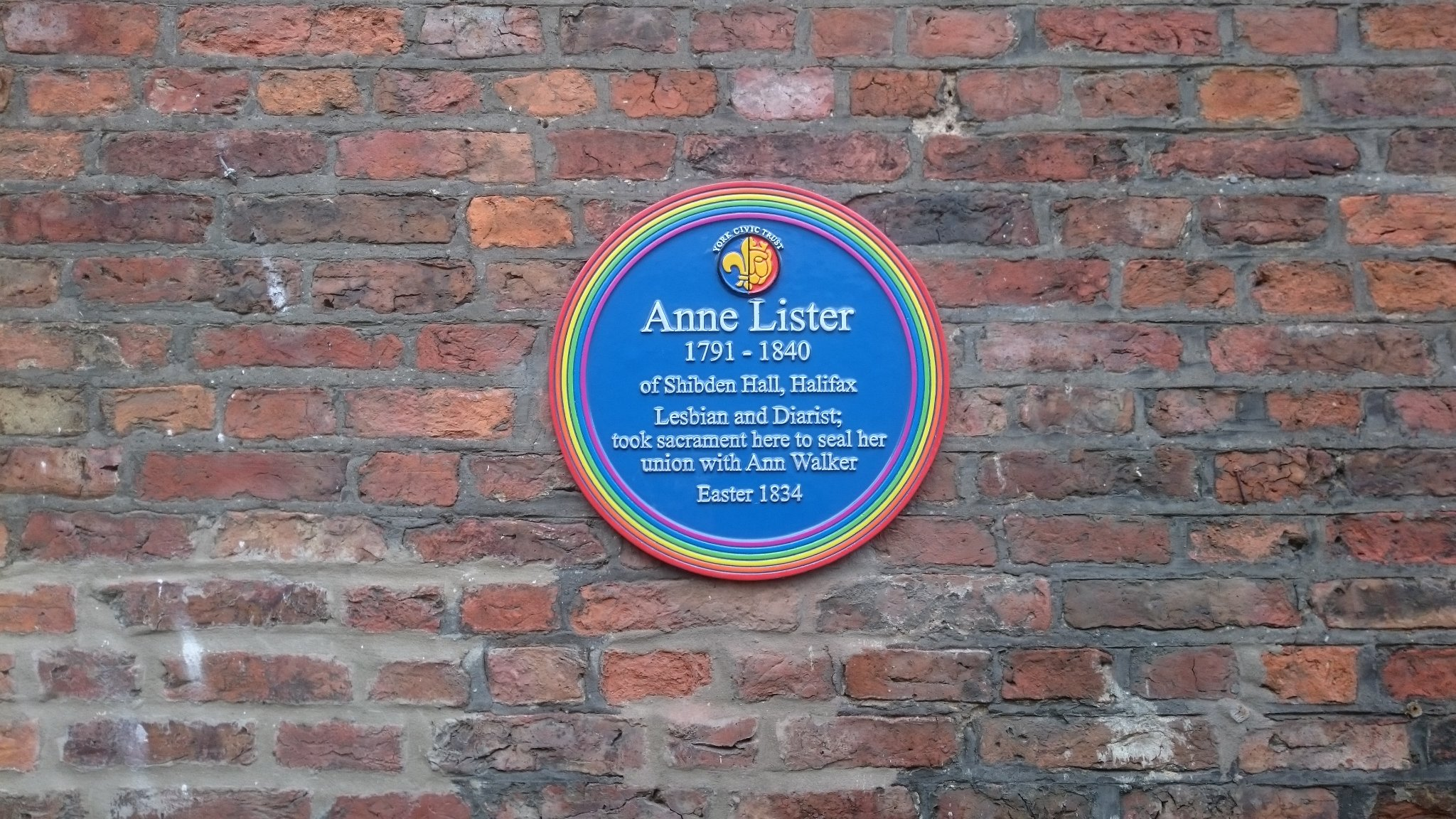
La plaque arc-en-ciel à York, Royaume-Uni, dédiée à l'union d'Anne Lister avec Ann Walker (mai 2019)

## Mariage
Ann Walker et Anne Lister ont vécu plusieurs années dans des propriétés voisines et se sont rencontrées à l'occasion. Cependant, ce n'est qu'en 1832 que le couple s'engage dans une relation amoureuse et sexuelle. Cette relation s'intensifie et, le 27 février 1834, Ann Walker échange des alliances avec Anne Lister, symbole de leur engagement mutuel. Elles reçoivent la communion ensemble à l'église Holy Trinity de York le dimanche de Pâques (30 mars) en 1834 pour sceller leur union, se considérant mariées . Le bâtiment affiche désormais une plaque bleue commémorative. En septembre 1834, Ann Walker abandonne sa maison familiale pour s'installer avec Anne à Shibden Hall, la demeure ancestrale d’Anne Lister. Le couple voyage beaucoup jusqu'à la mort prématurée d'Anne Lister en Géorgie en 1840 . Ann Walker fait alors embaumer le corps d'Anne et met six mois à rentrer en Angleterre afin qu'Anne puisse être inhumée dans le caveau de la famille Lister à Halifax . Le testament d'Anne Lister donne à Ann Walker l'usufruit de Shibden Hall et son domaine. 

Nouvelle église St Matthews, Lightcliffe

## Foi et philanthropie
La foi chrétienne d'Ann Walker était d'une importance capitale pour elle, de même que ses activités philanthropiques. Elle communiait régulièrement à l'église St Matthews de Lightcliffe et lisait également des prières à sa famille et à ses domestiques le dimanche . Ann a créé sa propre école du dimanche pour enfants , qu'elle affectionnait beaucoup. Elle prenait également grand soin de ses domestiques, comme le prouve une lettre écrite alors qu'elle voyageait à l'étranger en 1840, où elle énumère les cadeaux que chacun d'entre eux devrait recevoir pour Noël en son absence.

## Santé mentale
Ann Walker a eu des problèmes de santé mentale tout au long de sa vie. Elle était sujette à des épisodes de dépression et probablement de psychose, qui semblaient en partie liés à sa foi religieuse . Ann Walker avait des difficultés à accepter sa propre sexualité, ce qui mit à rude épreuve sa santé mentale et sa relation avec Anne Lister. Le 1er novembre 1832, Ann Walker fait face à la décision de choisir entre vivre avec Anne Lister ou accepter un mariage traditionnel avec un homme.  
« Sat by her on the sofa, both of us perpetually with silent tears trickling down our cheeks. She quite undecided, fearing she should not be so happy with him as she might have been. Never knew till now how much she was attached to me ... Torturing herself with all the miseries of not knowing what to do, she said how beautifully I behaved ... She said there was as something in me she liked better than in him. Felt repugnance to forming any connection with the other sex. »
« Assise près d’elle sur le sofa, toutes deux avec des larmes silencieuses coulant sur nos joues. Elle, très indécise, craignant de ne pas être aussi heureuse avec lui qu’elle aurait pu l’être. Je ne savais pas jusqu’à présent à quel point elle était attachée à moi… Torturée de ne pas savoir quoi faire, elle a dit à quel point je me conduisais bien… Elle a dit qu’il y avait quelque chose en moi qu’elle préférait à lui. Qu’elle ressentait de la répugnance à nouer des liens avec le sexe opposé. »
 En 1843, trois ans après la mort d’Anne Lister, elle est déclarée «en mauvaise santé mentale» et quitte Shibden Hall pour être traitée par le docteur Steph Belcombe à York. Elle retourne à Shibden après un bref séjour auprès du docteur Belcombe et regagne plus tard le domaine familial à Lightcliffe, et demeure à Cliffe Hill jusqu'à sa mort en 1854. 

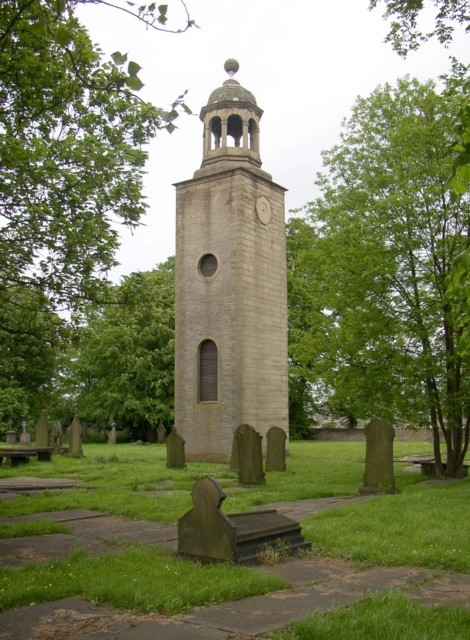
Tour de l'église Old St Matthew, où est apposée la plaque d'Ann

## Décès
Ann Walker décède le 25 février 1854 à l'âge de 50 ans. Selon son certificat de décès, la cause de son décès est enregistrée comme "congestion de l'épanchement cérébral". Elle est enterrée dans le cimetière de St Matthew à Lightcliffe, aux côtés de sa tante, également nommée Ann Walker. L'église St Matthew d'origine a été démolie et reconstruite à un autre emplacement à Lightcliffe, mais la tour de l'église d'origine demeure. Une plaque commémorant Ann est accrochée dans cette tour. La plaque a été dévoilée au public le samedi 14 septembre 2019, lorsque la tour fut rouverte pour la première fois depuis sa fermeture dans les années 1970. 

## Héritage
Il n’existe pas de portraits connus d’Ann Walker, mais quelques-unes de ses lettres sont conservées aux archives du Yorkshire de l'Ouest. Un journal intime appartenant à Ann Walker a été découvert le 20 octobre 2020 aux archives du Yorkshire de l'Ouest (collection WYC:1525/7/1/5/1) par le groupe de recherche In Search of Ann Walker . L'information a ensuite été vérifiée et confirmée par les archives du West Yorkshire le 23 octobre 2020 . Une grande partie de ce que l'on sait sur Ann Walker provient des journaux d'Anne Lister, qui a tenu des journaux intimes détaillés tout au long de sa vie adulte. L'héritage d'Ann Walker perdure aujourd'hui. Son courage, sa détermination et ses problèmes de santé mentale en ont inspiré beaucoup. Ann a vécu contre les souhaits de sa famille en choisissant de vivre avec Anne Lister.

## Filmographie
Gentleman Jack, est une série télévisée historique, créée par Sally Wainwright, coproduite par HBO et Lookout Point (pour BBC One) , et mettant en vedette Suranne Jones en tant que propriétaire terrienne et industrielle Anne Lister  et Sophie Rundle en tant qu’Ann Walker . La série commence en 1832 à Halifax (Yorkshire de l'Ouest) et est basée sur les journaux intimes de Lister. La première saison a été diffusée à partir du 22 avril 2019 aux États-Unis et du 19 mai 2019 au Royaume-Uni. La série a été renouvelée pour une deuxième saison par BBC One le 23 mai 2019. Penguin Random House a publié un livre complémentaire à la série Gentleman Jack: The Diaries of Anne Lister écrit par la consultante principale de la série, Anne Choma, qui comprend des extraits nouvellement transcrits et décodés des journaux intimes de Lister. Le générique de fin précise que la série est aussi inspirée des livres Female Fortune et Nature's Domain: Anne Lister and the Landscape of Desire de Jill Liddington,, qui a également agi en tant que consultante et dont le site internet résume la vie extraordinaire de Lister . La chanson d'O'Hooley & Tidow "Gentleman Jack" est la chanson thème de la série .